# Keycap

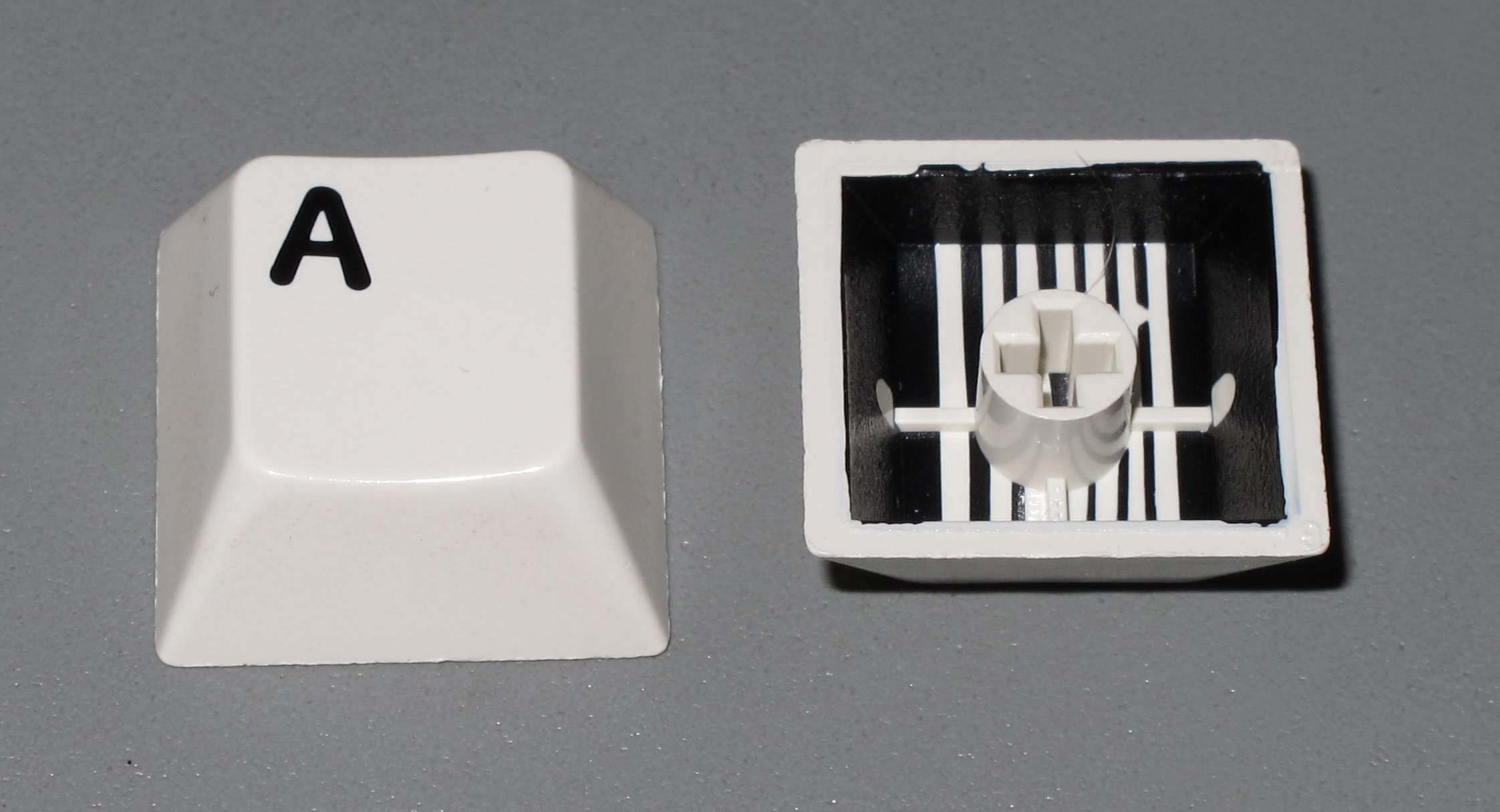
Keycaps moulés par injection en deux temps.

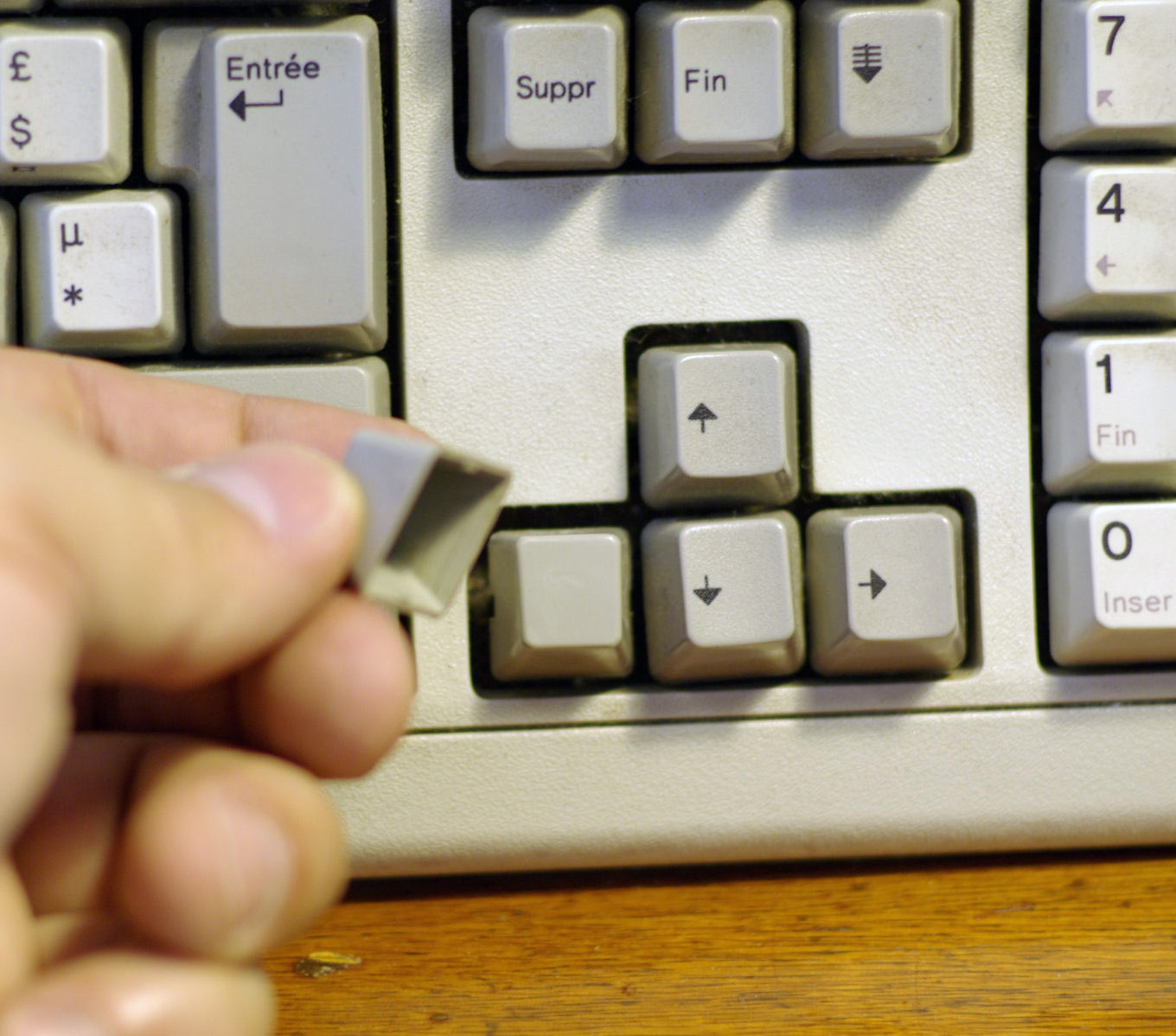
Touches interchangeables d'un clavier modèle M.

Un keycap (« capuchon de touche ») est un petit capuchon en plastique placé sur l'interrupteur d'une touche d'un clavier d'ordinateur. Les keycaps sont souvent illustrés pour indiquer la fonction de la touche ou le caractère alphanumérique auxquels les touches correspondent. Dans les premiers claviers, l'interrupteur et le keycap étaient intégrés en une seule unité ; des couvercles séparés ont ensuite été produits pour faciliter la production de différentes dispositions de clavier.

## Histoire
Les keycaps typiques des années 1970 et 1980 étaient par double injection, avec les inscriptions moulées dans chaque keycap dans une couleur de plastique différente. Ce procédé a ensuite été délaissé car il était coûteux (en particulier en termes d'outillage) et produisait des capuchons plus durables que l'équipement sur lequel ils étaient montés. Les keycaps modernes sont généralement étiquetés par estampage ou gravure au laser. Cependant, les keycaps moulés en deux temps (doubleshot) restent disponibles parce qu'ils procurent une sensation plus agréable et sont plus résistants à l'usage.

## Keycapsmodernes
Les keycaps peuvent être achetés dans des ensembles de remplacement pour un clavier. Notamment, des ensembles de remplacement sont fréquemment vendus pour les claviers qui utilisent des tiges de style Cherry MX. Des ensembles personnalisés sont achetés et vendus au sein des communautés de passionnés, et artisan keycaps peuvent être achetés individuellement.
Les keycaps sont vendus dans des variétés imprimées et non imprimées. On dit que la variété non imprimée, connue sous le nom de "Blank Keycaps", favorise la saisie tactile et aide à développer la mémoire musculaire parce que l'utilisateur est obligé de se fier au mouvement plutôt qu'aux visuels. Cependant, dans la communauté des claviers mécaniques modernes, les casquettes non imprimées sont généralement choisies pour leur attrait visuel.
Les plastiques les plus couramment utilisés sont ABS, PBT et POM. Le haut de la plupart des capuchons de touches peut être décrit comme étant en forme de cylindre (se courbant sur les côtés comme si un gros cylindre reposait dessus), plat ou sphérique (courbant vers le haut, le bas et les côtés comme si une grande sphère reposait dessus) . La préférence moderne est pour les touches en forme de cylindre plutôt que pour les touches sphériques, mais les touches d'ordinateur portable sont souvent plates.

## Construction

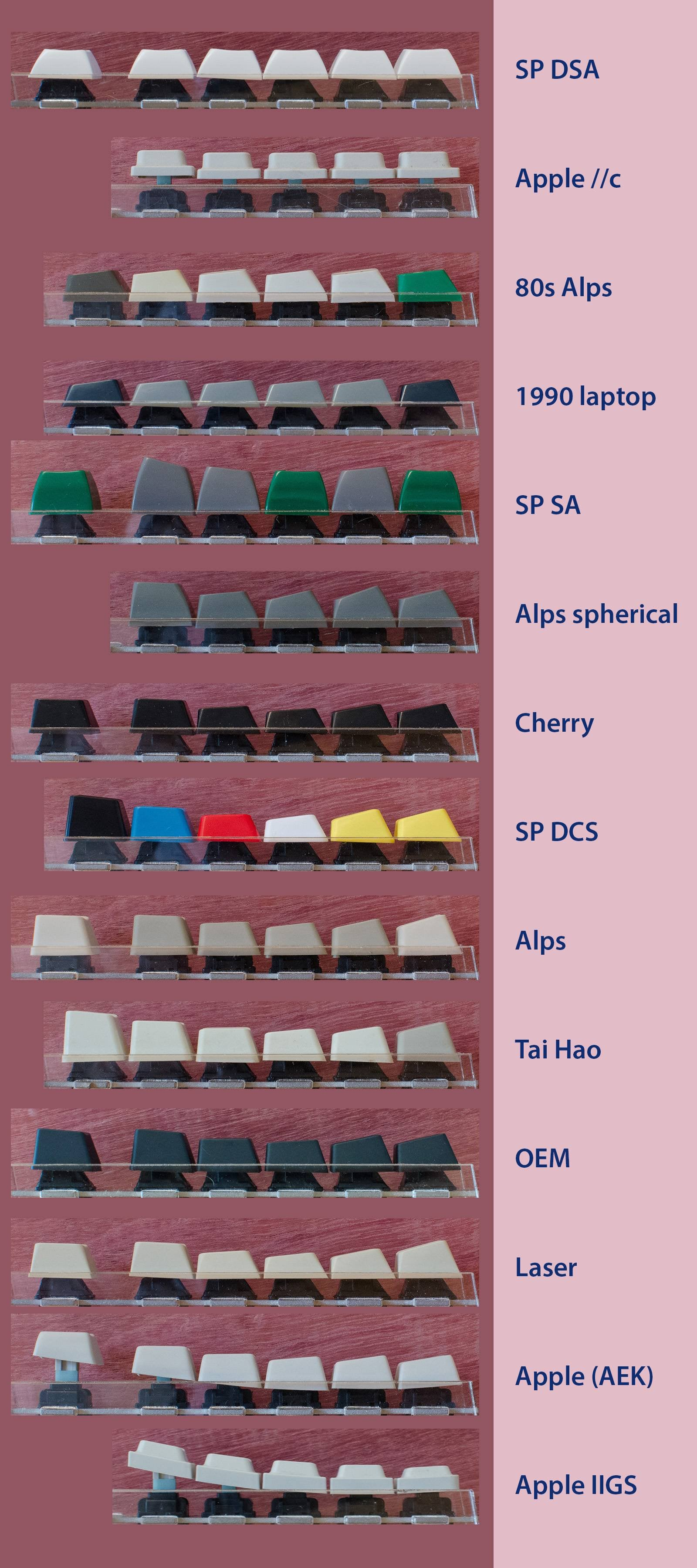
Profils de clavier mécanique illustrés.

- OEM
- Cherry
- Apple
- Tai Hao
- Alps
- Laser
- DCS
- SA
- SA-P
- DSA
- HSA
- XDA
- MT3

## Documentation
- US Utility 5193924, Larson, Carlyn F., "Cap cover for keyboard keys", issued 16 March 1993